# Cytospora
Cytospora — рід грибів родини Valsaceae. Назва вперше опублікована 1818 року. Є анаморфною стадією роду Valsa.

## Значення
Представники роду Cytospora є збудниками цитоспорозу — інфекційного захворювання, що викликає всихання плодових і лісових деревних порід. Особливо сильно уражаються кісточкові (абрикоса, персик). Зустрічається повсюдно.

## Види
База даних Species Fungorum станом на 12.11.2019 налічує 286 видів роду Cytospora (докладніше див. Список видів роду Cytospora).